# ARM7

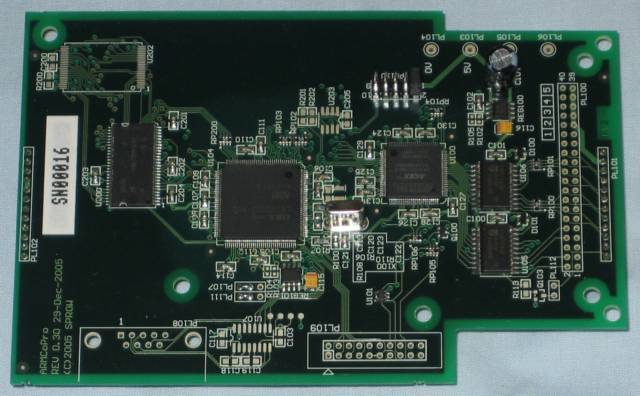
Carte coprocesseur ARM7

Ne doit pas être confondu avec ARMv7.
L'ARM7 est un processeur de marque ARM Ltd. Il est utilisé en particulier dans les PDA Palm ou la Game Boy Advance. Cette gamme était disponible de 1993 à 2001. Elle est constituée de 3 principales séries ; ARM7, ARM7T et ARM7EJ-S, qui sont elles-mêmes divisées en plusieurs déclinaisons. Après 2001, elles ont été remplacées par ARM Cortex-R et ARM Cortex-M, au sein de ARMv7.
Il ne faut pas confondre ARM7, une architecture ancienne avec ARMv7, qui suit l'architecture ARM11 et précède l'architecture 64 bits ARMv8. La majorité des ARM7 implémentent l'architecture ARMv4T, mais certains implémentent ARMv3 ou ARMv5TEJ.
Les processeurs ARM7 sont des microcontrôleurs entièrement programmables avec des instructions RISC 32 bits.
Le groupe ST Microelectronics utilise l'ARM7 pour les DSP (Digital Signal Processor) qui vont constituer l'étage de décodage numérique des prochains récepteurs radio DRM (Digital Radio Mondiale). Les microcontrôleurs STM32 de ST Microelectronics, sont par contre d'architecture ARMv7, ils utilisent leur version embarquée ARM Cortex-M.
Toujours dans le cadre des DSP pour le décodage de la radiodiffusion DRM, le groupe NXP Semiconductors utilise lui les microcontrôleurs ARM9.